# Horst Diere
Horst Diere (* 28. August 1928 in Herzberg (Elster); † 29. September 2023) war bis 1990 ein führender Geschichtsmethodiker der DDR.

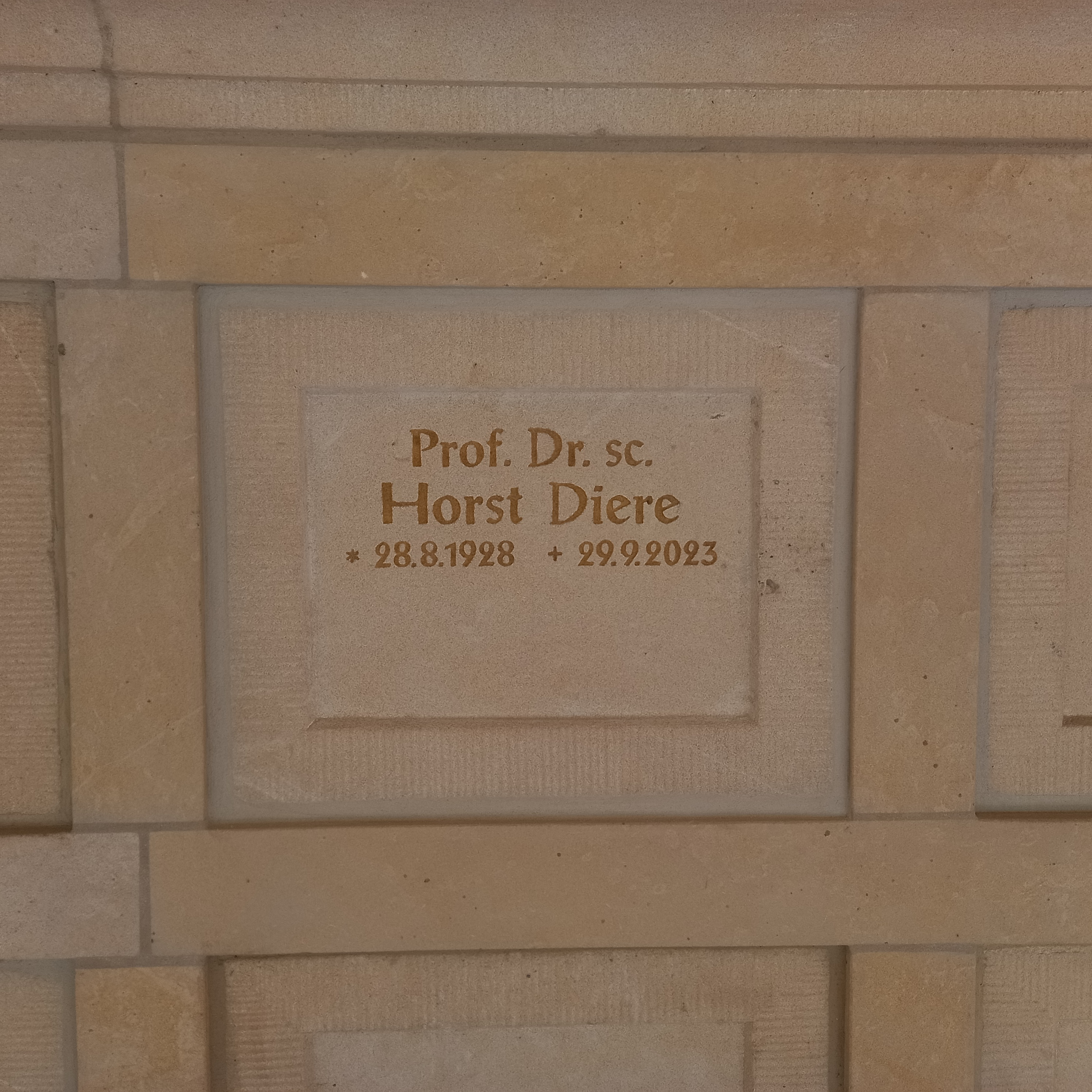
Das Grab von Horst Diere auf dem Stadtgottesacker in Halle

Horst Diere promovierte nach einem Studium der Geschichte an der Martin-Luther-Universität Halle-Wittenberg 1961 über ein schulhistorisches Thema der Weimarer Republik. Weiter in Halle tätig, habilitierte er sich 1976 mit einer schulhistorischen Arbeit über den Geschichtsunterricht am Beginn der NS-Diktatur. In Halle war er führend an der Ausbildung der Geschichtslehrkräfte beteiligt und leitete die Zentrale Fachkommission Methodik des Geschichtsunterrichts beim Ministerium für Volksbildung bis zum Ende. Daher war er auch zuständig für die methodische Begutachtung des letzten offiziellen Geschichtsbuches im Verlag Volk und Wissen. Im Oktober 1989 hielt er in Ludwigsburg auf einer ersten deutsch-deutschen Tagung der Konferenz für Geschichtsdidaktik ein nach Schneider unkritisches Referat über den Geschichtsunterricht in der DDR. Diere wurde auch von der ersten demokratischen Landesregierung in Sachsen-Anhalt mit der Herausgabe der neuen Rahmenrichtlinien betreut.

## Schriften
- Die revolutionäre Politik des Ministeriums für Wissenschaft, Kunst und Volksbildung hinsichtlich des Geschichtsunterrichts an den höheren Schulen Preußens und der mit ihm im Zusammenhang stehenden Erscheinungen (1918–1923) : [Nebst] Anmerkungen, Halle 1961
- Rechtssozialdemokratische Schulpolitik im Dienste des deutschen Imperialismus : Der Geschichtsunterricht an den höheren Schulen Preußens zwischen 1918 und 1923 im Zeichen des Klassenverrats der rechten SPD-Führung, Halle 1964
- Der faschistische deutsche Imperialismus und die Schule 1933/34: Zur Analyse des Anteils der Schule und ihres Geschichtsunterrichts an der ideologischen Kriegsvorbereitung in der Phase der Errichtung und Konsolidierung der faschistischen Diktatur in Deutschland, Halle 1976
- (Hrsg.): Anforderungen der entwickelten sozialistischen Gesellschaft an die Ausbildung und kommunistische Erziehung künftiger Diplomlehrer, Halle 1986
- Methodik des Geschichtsunterrichts im Osten Deutschlands – Ein Rückblick, in: Hans Süssmuth (Hrsg.): Geschichtsunterricht im vereinten Deutschland. Auf der Suche nach Neuorientierung. 2 Bände. Nomos, Baden-Baden 1991 ISBN 3-7890-2302-7, ISBN 3-7890-2303-5